# Nozūk
Nozūk (persiska: نزک, نزوک) är en ort i Iran.   Den ligger i provinsen Hormozgan, i den sydöstra delen av landet, 1 100 km sydost om huvudstaden Teheran. Nozūk ligger 163 meter över havet och antalet invånare är 326.
Terrängen runt Nozūk är varierad. Runt Nozūk är det ganska glesbefolkat, med 25 invånare per kvadratkilometer. Närmaste större samhälle är Deh Gel Kan, 2,5 km väster om Nozūk. Omgivningarna runt Nozūk är i huvudsak ett öppet busklandskap.